# Овалье Мальдонадо, Эдгар Хустино
Эдгар Хустино Овалье Мальдонадо (исп. Edgar Justino Ovalle Maldonado; 1944, Гватемала) — гватемальский военный и политик. Активный участник гражданской войны, в 1981—1982 начальник армейских оперативных управлений. В 1995 — соучредитель Ассоциации военных ветеранов Гватемалы. Один из руководителей правонационалистической партии Фронт национальной конвергенции, депутат парламента Гватемалы.

## Военное образование
Окончил Политехническую школу — Военную академию. В 1973 прослушал курс в Школе Америк, специализировался на антипартизанских операциях.
Со времён учёбы был близок с Хосе Луисом Кило Аюсо, впоследствии видным военным и политическим деятелем ультраправого направления.

## Оперативник гражданской войны
В годы гражданской войны Эдгар Овалье Мальдонадо служил в вооружённых сил Гватемалы и активно участвовал в подавлении прокоммунистического партизанского движения. В 1981-1982 годах Овалье Мальдонадо в звании полковника возглавлял оперативное управление в регионе проживания индейской народности иксиль. Руководил контрповстанческими операциями и репрессиями, осуществлял оперативную связь правительства и военного командования с армейскими подразделениями на местах. Считался «искусным оперативником».
В марте 1982 года полковник Овалье Мальдонадо поддержал переворот генерала Риоса Монтта. В 1983 возглавлял оперативное управление в Кобане. Затем был направлен военным представителем в Венесуэлу.
При демократически избранном президенте Марко Сересо Аревало, в 1986—1987, Овалье Мальдонадо возглавлял спецподразделение, продолжавшее антипартизанские действия в районах проживания иксиль. Служил под началом будущего генерала Кило Аюсо. Вместе с Кило Аюсо, Ортегой Менальдо и Антонио Кальехсом руководил неформальным армейским объединением La Cofradía — Братство. Овалье Мальдонадо считался учеником Кило Аюсо и полностью разделял его ультраправый антикоммунизм.
В 1989—1990 Овалье Мальдонадо побывал в США, где консультировался по программам военного обучения. Рассматривался в Пентагоне как потенциальный «будущий лидер».

## Правый политик
За полтора года до окончания гражданской войны, в 1995, Эдгар Овалье Мальдонадо принял активное участие в создании Ассоциации военных ветеранов Гватемалы (Avemilgua). Структура создавалось на основе «Братства», её первым председателем стал генерал Кило Аюсо. Этим была обусловлена высокая степень политизации Avemilgua и крайне правая идеологическая ориентация. Полковник Овалье Мальдонадо специализировался на политическом развёртывании Ассоциации.
С середины 2004 года Avemilgua начала работу по созданию политической партии, выражающей интересы ветеранов гражданской войны из гватемальской армии и Патрулей гражданской самообороны. Фронт национальной конвергенции (FCN) был учреждён в начале 2008 года (среди инициаторов создания был журналист Лионель Сисниега Отеро — соратник Марио Сандоваля Аларкона, руководитель ультраправой боевой организации Mano Blanca).
Первоначально лидерами FCN являлись гражданские лица — предприниматели Роберто Пирри Крус и Рикардо Сагастуме. В 2012 году генеральным секретарём FCN стал Хосе Луис Кило Аюсо, одним из его заместителей — Эдгар Хустино Овалье Мальдонадо. Сформированная Овалье Мальдонадо система партийного управления сравнивается наблюдателями с военно-оперативной структурой.
На выборах 2011 FCN не добился серьёзных результатов. Но в 2013 году Овалье Мальдонадо пригласил на пост генерального секретаря популярного актёра Джимми Моралеса. При его лидерстве FCN значительно расширил своё влияние. консервативно-националистическая популистская программа в интерпретации Моралеса встретила отклик избирателей. При этом Эдгар Овалье Мальдонадо возглавляет партийный аппарат FCN и характеризуется как mano derecha — «правая рука» Моралеса.
6 сентября 2015 года в Гватемале состоялся первый тур президентских выборов. Джимми Моралес вышел на первое место. FCN получил 11 мест в парламенте. Эдгар Хустино Овалье Мальдонадо стал депутатом от фракции FCN. 25 октября 2015 года Джимми Моралес был избран президентом Гватемалы.